# Sandra Gugliotta
Sandra Gugliotta (Buenos Aires, 13 de julio de 1969) es una directora de cine, guionista, y productora argentina. De acuerdo al crítico de cine Joel Poblete, quien escribe para Mabuse, una revista de cine, Sandra Gugliotta es una de los miembros del movimiento artístico del Nuevo cine argentino, el cual inició a mediados de la década de 1990.

## Filmografía
Dirección
- La toma (2013)
- Las vidas posibles (2007)
- Un día de suerte (2002)
- Noches áticas (cortometraje) (1995)

Actriz
- El perseguidor (2010) ...Fotógrafa

Producción
- Las vidas posibles (2007)
- Un día de suerte (2002)

Guionista
- La toma (2013)
- El perseguidor (2010)
- Las vidas posibles (2007)
- Un día de suerte (2002)
- Noches áticas cortometraje (1995)

Productora asociada
- El perseguidor (2010)

Productora ejecutiva
- El perseguidor (2010)
- El nadador inmóvil (2000)
- Che, un hombre de este mundo (1998)
- Picado fino (1993)

Directora de producción
- El perseguidor (2010)
- 24 horas (Algo está por explotar) (1997)

Investigación
- Un tren a Pampa Blanca (2010)

## Televisión
Dirección
- En nuestros corazones para siempre (telefilme) (2008)
- Las mujeres de Brukman (telefilme) (2004)
- Puntos de vista (telefilme) (2003)

Guionista
- Puntos de vista (telefilme) (2003)

## Galardones
Ganadora
- Festival Internacional de Cine de Berlín: Caligari Film Award; Premio Don Quijote - Mención Especial, 2002
- Ankara Flying Broom International Women's Film Festival: premio FIPRESCI, 2002

Nominaciones
- Asociación de Cronistas Cinematográficos de la Argentina: Cóndor de Plata; mejor primer filme, Sandra Gugliotta; 2003
- Buenos Aires Festival Internacional de Cine Independiente: mejor filme, Sandra Gugliotta; 2002
- Premios Goya: Goya; Mejor Película Extranjera en Lengua castellana, Sandra Gugliotta; 2003
- Miami Latin Film Festival: Golden Egret Best Film; Sandra Gugliotta ; 2003.